# Prêmio TVyNovelas
Prêmio TVyNovelas foi um programa anual produzido pela Televisa e pela revista TVyNovelas, onde são premiados destaques de produtos da televisão, principalmente telenovelas. É considerado o prêmio mais importante da televisão mexicana.
Desde 2006, o programa era transmitido ao vivo em Acapulco, México, o tapete vermelho é feito no Fórum Mundo Imperial e é apresentado pelo Las Estrellas na América Latina e pela Univision nos Estados Unidos. Desde 2020, o programa entrou em hiato por tempo indeterminado, devido a pandemia mundial.

## Telenovelas por candidatura

### Mais nomeadas
| Posição | Quantidade   | Telenovela                       |
| ------- | ------------ | -------------------------------- |
| 1       | 24 nomeações | Vencer el miedo                  |
| 2       | 21 nomeações | Mi marido tiene más familia      |
| 2       | 21 nomeações | La usurpadora                    |
| 3       | 20 nomeações | La candidata                     |
| 3       | 20 nomeações | Ringo                            |
| 4       | 19 nomeações | Antes muerta que Lichita         |
| 5       | 18 nomeações | Abismo de pasión                 |
| 5       | 18 nomeações | Caer en tentación                |
| 6       | 17 nomeações | El hotel de los secretos         |
| 6       | 17 nomeações | La doble vida de Estela Carrillo |
| 6       | 17 nomeações | La sombra del pasado             |
| 6       | 17 nomeações | Vivir un poco                    |
| 6       | 17 nomeações | Médicos, línea de vida           |
| 7       | 16 nomeações | La fea más bella                 |
| 8       | 15 nomeações | Amar a muerte                    |
| 8       | 15 nomeações | Soltero con hijas                |
| 9       | 14 nomeações | A que no me dejas                |
| 9       | 14 nomeações | De pura sangre                   |
| 9       | 14 nomeações | Esmeralda                        |
| 9       | 14 nomeações | La antorcha encendida            |
| 9       | 14 nomeações | La madrastra                     |
| 9       | 14 nomeações | La vecina                        |
| 9       | 14 nomeações | Lazos de amor                    |
| 9       | 14 nomeações | Mentir para vivir                |
| 9       | 14 nomeações | Mi segunda madre                 |
| 9       | 14 nomeações | Por ella soy Eva                 |
| 9       | 14 nomeações | Yo no creo en los hombres        |
| 9       | 14 nomeações | La reina soy yo                  |
| 9       | 14 nomeações | Cuna de lobos                    |
| 10      | 13 nomeações | Abrázame muy fuerte              |
| 10      | 13 nomeações | Agujetas de color de rosa        |
| 10      | 13 nomeações | Amor real                        |
| 10      | 13 nomeações | El manantial                     |
| 10      | 13 nomeações | El privilegio de amar            |
| 10      | 13 nomeações | Lo que la vida me robó           |
| 10      | 13 nomeações | Mi marido tiene familia          |
| 10      | 13 nomeações | Papá a toda madre                |
| 10      | 13 nomeações | Sin rastro de ti                 |
| 10      | 13 nomeações | Tú o nadie                       |
| 11      | 12 nomeações | Alcanzar una estrella            |
| 11      | 12 nomeações | Alma de hierro                   |
| 11      | 12 nomeações | Cadenas de amargura              |
| 11      | 12 nomeações | Cañaveral de pasiones            |
| 11      | 12 nomeações | Cuna de lobos                    |
| 11      | 12 nomeações | Destilando amor                  |
| 11      | 12 nomeações | El vuelo del águila              |
| 11      | 12 nomeações | Heridas de amor                  |
| 11      | 12 nomeações | La mentira                       |
| 11      | 12 nomeações | Pasión                           |
| 11      | 12 nomeações | Rebelde                          |
| 12      | 11 nomeações | Alborada                         |
| 12      | 11 nomeações | Amarte es mi pecado              |
| 12      | 11 nomeações | Amor bravío                      |
| 12      | 11 nomeações | Cuando llega el amor             |
| 12      | 11 nomeações | Niña amada mía                   |
| 12      | 11 nomeações | Para volver a amar               |
| 12      | 11 nomeações | Soy tu dueña                     |
| 12      | 11 nomeações | Tres veces Ana                   |
| 12      | 11 nomeações | Una familia con suerte           |
| 12      | 11 nomeações | Yo compro esa mujer              |
| 12      | 11 nomeações | Cita a ciegas                    |
| 13      | 10 nomeações | Angélica                         |
| 13      | 10 nomeações | Baila conmigo                    |
| 13      | 10 nomeações | Corazón salvaje                  |
| 13      | 10 nomeações | De frente al sol                 |
| 13      | 10 nomeações | Fuego en la sangre               |
| 13      | 10 nomeações | Imperio de cristal               |
| 13      | 10 nomeações | La dueña                         |
| 13      | 10 nomeações | María Mercedes                   |
| 13      | 10 nomeações | Me declaro culpable              |
| 13      | 10 nomeações | Mi corazón es tuyo               |
| 13      | 10 nomeações | Qué pobres tan ricos             |
| 13      | 10 nomeações | Victoria                         |

### Mais premiadas
| Posição | Quantidade | Telenovela                          |
| ------- | ---------- | ----------------------------------- |
| 1       | 14 prêmios | Amar a muerte                       |
| 2       | 12 prêmios | El privilegio de amar               |
| 3       | 10 prêmios | Caer en tentación                   |
| 3       | 10 prêmios | Cañaveral de pasiones               |
| 3       | 10 prêmios | Cuna de lobos                       |
| 3       | 10 prêmios | Destilando amor                     |
| 4       | 9 prêmios  | Abrázame muy fuerte                 |
| 4       | 9 prêmios  | Amor real                           |
| 4       | 9 prêmios  | Amores verdaderos                   |
| 4       | 9 prêmios  | El manantial                        |
| 4       | 9 prêmios  | Quinceañera                         |
| 5       | 8 prêmios  | Alma de hierro                      |
| 5       | 8 prêmios  | Corazón salvaje                     |
| 5       | 8 prêmios  | La candidata                        |
| 5       | 8 prêmios  | Vivir un poco                       |
| 6       | 7 prêmios  | Alborada                            |
| 6       | 7 prêmios  | A que no me dejas                   |
| 6       | 7 prêmios  | Cadenas de amargura                 |
| 6       | 7 prêmios  | Imperio de cristal                  |
| 6       | 7 prêmios  | Laberintos de pasión                |
| 6       | 7 prêmios  | Lazos de amor                       |
| 6       | 7 prêmios  | La fea más bella                    |
| 6       | 7 prêmios  | Para volver a amar                  |
| 6       | 7 prêmios  | Yo no creo en los hombres           |
| 6       | 7 prêmios  | La Usurpadora                       |
| 6       | 7 prêmios  | Juntos el corazón nunca se equivoca |
| 7       | 6 prêmios  | Abismo de pasión                    |
| 7       | 6 prêmios  | María Mercedes                      |
| 7       | 6 prêmios  | Por ella soy Eva                    |
| 7       | 6 prêmios  | Yo no creo en los hombres           |
| 8       | 5 prêmios  | Agujetas de color de rosa           |
| 8       | 5 prêmios  | El maleficio                        |
| 8       | 5 prêmios  | La fuerza del destino               |
| 8       | 5 prêmios  | La otra                             |
| 8       | 5 prêmios  | La traición                         |
| 8       | 5 prêmios  | María la del Barrio                 |
| 8       | 5 prêmios  | Pasión y poder                      |
| 8       | 5 prêmios  | Rubí                                |
| 8       | 5 prêmios  | Yo compro esa mujer                 |
| 9       | 4 prêmios  | Atrévete a soñar                    |
| 9       | 4 prêmios  | Dulce desafío                       |
| 9       | 4 prêmios  | Fuego en la sangre                  |
| 9       | 4 prêmios  | La casa al final de la calle        |
| 9       | 4 prêmios  | La dueña                            |
| 9       | 4 prêmios  | La mentira                          |
| 9       | 4 prêmios  | Lo que la vida me robó              |
| 9       | 4 prêmios  | Mi corazón es tuyo                  |
| 9       | 4 prêmios  | Papá a toda madre                   |
| 9       | 4 prêmios  | Senda de gloria                     |
| 9       | 4 prêmios  | Sortilegio                          |
| 9       | 4 prêmios  | Tú o nadie                          |
| 9       | 4 prêmios  | Una familia con suerte              |
| 9       | 4 prêmios  | Vino el amor                        |
| 9       | 4 prêmios  | Vencer el miedo                     |
| 9       | 4 prêmios  | Médicos                             |
| 10      | 3 prêmios  | Alcanzar una estrella               |
| 10      | 3 prêmios  | Alondra                             |
| 10      | 3 prêmios  | Amor bravío                         |
| 10      | 3 prêmios  | Antes muerta que Lichita            |
| 10      | 3 prêmios  | Bodas de odio                       |
| 10      | 3 prêmios  | Corona de lágrimas                  |
| 10      | 3 prêmios  | Cuando llega el amor                |
| 10      | 3 prêmios  | Cuidado con el ángel                |
| 10      | 3 prêmios  | Días sin luna                       |
| 10      | 3 prêmios  | El premio mayor                     |
| 10      | 3 prêmios  | Esmeralda                           |
| 10      | 3 prêmios  | Hasta que el dinero nos separe      |
| 10      | 3 prêmios  | La pícara soñadora                  |
| 10      | 3 prêmios  | La sombra del pasado                |
| 10      | 3 prêmios  | La verdad oculta                    |
| 10      | 3 prêmios  | Mentir para vivir                   |
| 10      | 3 prêmios  | Mi pequeña Soledad                  |
| 10      | 3 prêmios  | Nuevo amanecer                      |
| 10      | 3 prêmios  | Pasión y poder                      |
| 10      | 3 prêmios  | Soy tu dueña                        |
| 10      | 3 prêmios  | Teresa                              |
| 10      | 3 prêmios  | Tres veces Ana                      |
| 10      | 3 prêmios  | Triunfo del amor                    |

### Mais prêmios principais
Telenovelas com mais prêmios acumulados de melhor telenovela, melhor ator e melhor atriz.
- La traición
- Cuna de lobos
- Yo compro esa mujer
- Cadenas de amargura
- Imperio de cristal
- El privilegio de amar
- Lazos de amor
- Corazón salvaje
- Cañaveral de pasiones
- Laberintos de pasión
- El Manantial
- La otra
- Amor real
- Rubi
- Alborada
- La fea más bella
- Destilando amor
- Hasta que el dinero nos separe
- Amar a muerte[2]